# Rudka (gmina)
Pour les articles homonymes, voir Rudka.
Rudka est une gmina rurale du powiat de Bielsk Podlaski, Podlachie, dans le nord-est de la Pologne.
La gmina couvre une superficie de 70,21 km2 pour une population de 2 170 habitants.

## Géographie
La gmina borde la ville de Brańsket les gminy de Brańsk, Ciechanowiec, Grodzisk et Klukowo.